# Trachythecium le-testui
Trachythecium le-testui là một loài Rêu trong họ Hypnaceae. Loài này được Thér. & P. de la Varde mô tả khoa học đầu tiên năm 1926.